# Sokol Královo Pole
Sokol Královo Pole byl československý basketbalový klub, který sídlil v brněnském Králově Poli. Klub vyhrál nejvyšší ligu celkem jedenkrát (v roce 1939) a patří mu v historických tabulkách československé ligy celkové 15. místo.

## Získané trofeje
- Československá basketbalová liga ( 1× )
  - 1938/39

## Umístění v jednotlivých sezonách

### Umístění mužů
Stručný přehled
Zdroj: 
- 1933–1936: Zemská liga (1. ligová úroveň v Československu)
- 1937–1939: Zemská liga (1. ligová úroveň v Československu)
- 1939–1941: Zemská liga (1. ligová úroveň v Protektorátu Čechy a Morava)
- 1947–1948: Státní liga (1. ligová úroveň v Československu)

Jednotlivé ročníky
Zdroj: 
Legenda: ZČ - základní část, červené podbarvení - sestup, zelené podbarvení - postup, fialové podbarvení - reorganizace, změna skupiny či soutěže
| Československo (1933 – 1939)             |             |           |           |                                       |                     |
| Sezóny                                   | Soutěž      | Úroveň    | ZČ        | Play-off, nadstavba, sk. o udržení... | Poznámky            |
| 1933/34                                  | Zemská liga | 1. úroveň | 2. místo  |                                       |                     |
| 1934/35                                  | Zemská liga | 1. úroveň | 3. místo  |                                       |                     |
| 1935/36                                  | Zemská liga | 1. úroveň | 2. místo  |                                       |                     |
| ...                                      |             |           |           |                                       |                     |
| 1937/38                                  | Zemská liga | 1. úroveň | 4. místo  |                                       |                     |
| 1938/39                                  | Zemská liga | 1. úroveň | 1. místo  |                                       |                     |
| Protektorát Čechy a Morava (1939 – 1945) |             |           |           |                                       |                     |
| Sezóny                                   | Soutěž      | Úroveň    | ZČ        | Play-off, nadstavba, sk. o udržení... | Poznámky            |
| 1939/40                                  | Zemská liga | 1. úroveň | 3. místo  |                                       |                     |
| 1940/41                                  | Zemská liga | 1. úroveň | 2. místo  |                                       |                     |
| ...                                      |             |           |           |                                       |                     |
| Československo (1945 – 1948)             |             |           |           |                                       |                     |
| Sezóny                                   | Soutěž      | Úroveň    | ZČ        | Play-off, nadstavba, sk. o udržení... | Poznámky            |
| ...                                      |             |           |           |                                       |                     |
| 1947/48                                  | Státní liga | 1. úroveň | 11. místo |                                       | Sestup; zánik klubu |